# 趙慧賢
趙慧賢，PDSM，PMSM（1962年8月22日—），香港史上首位女性警務處副處長（2017年7月-2019年3月）。2019年4月調任申訴專員，任期為5年，並由郭蔭庶接任警務處副處長（管理）。

## 簡歷
趙慧賢父親為紀律部隊員佐級人員，兩名叔父則為員佐級警務人員，立志當差、聖嘉勒女書院預科畢業的趙慧賢選擇放棄大專學額，於1983年1月成功投考加入皇家香港警務處，成為督察，於1986年11月獲確認為高級督察。她早年先後駐守於多個單位，包括軍裝巡邏小隊、刑事情報科（1980年代）、毒品調查科、聯絡事務科、訓練崗位及分區層面上的指揮崗位；後來先擔任區和總區層面上的指揮出位，以至在香港警察總部層面上擔任行動政策及支援的崗位。
1991年8月，趙慧賢晉升為總督察，先後駐守於西九龍總區特別職務隊、擔任深水埗警區副指揮官及行動主任等等，期間曾經兼任T連副大隊長，任內曾經參與處理香港越南船民問題，協助照顧大量滯留在香港的女性及兒童越南船民，並且護送她們乘坐航班返回越南。
1997年，趙慧賢晉升為警司，擔任香港主權移交儀式及國際貨幣基金組織年會保安策劃小組8名成員之一，負責傳媒聯絡事務。及後，先後擔任長沙灣分區指揮官、駐守於聯絡事務科及擔任尖沙咀分區指揮官。2002年，趙慧賢晉升為高級警司，先後駐守於人事及訓練處人事科及擔任沙田警區副指揮官。2006年，趙慧賢晉升總警司，擔任西區警區指揮官；成為警隊有紀錄以來最年輕的總警司。2008年，趙慧賢調任中區警區指揮官，至2010年調任新界北總區副指揮官。
2011年8月12日，趙慧賢獲委任為警務處助理處長（支援），再次成為警隊史上最年輕的助理處長（此紀錄已先後於2013年及2022年被劉賜蕙及郭嘉铨打破）；期間於2013年8月至2014年8月擔任水警總區指揮官。於2013年11月13至15日在香港舉行的第13屆粵港澳女警官座談交流活動，香港代表團由趙慧賢率領。2013年12月23日，警務處確認將會委任趙慧賢為警務處高級助理處長。2014年2月26日，水警總區假警官會所舉行2014粵港澳海上執法部門周年聯絡聚會，由行動處處長黃志雄和水警總區指揮官趙慧賢主持。3月3至5日，德國聯邦警察局長率領代表團訪問香港警務處，行程中先行到訪水警總部與水警總區指揮官趙慧賢會面，以訪問增強雙方的策略性夥伴關係，及加強兩地的警務交流和合作。5月18日，趙慧賢率領11名人員到訪廣東公安邊防總隊珠海邊防支隊，就加強兩地的警務合作構想進行了討論和磋商，就共同打擊偷渡、走私、垂釣及拖網船隻管理等事務舉行座談交流。9月19日，趙慧賢獲委任為警務處高級助理處長，擔任監管處處長；成為警隊歷來職級最高的女性警務人員。2016年3月，趙慧賢調任人事及訓練處處長。2017年7月，趙慧賢擢升為歷來警務處副處長，成為香港警務處首位女性副處長。2019年2月22日，政府宣佈委任趙慧賢擔任申訴專員，接替卸任的劉燕卿，同年4月生效。她亦曾是警務處藝術事務委員會主席

## 有意立例要求記者採訪時必須佩戴記者證
趙慧賢曾於2015年在香港新聞行政人員協會穿針引線下代表警方與香港新聞工作者聯會、香港報業公會、香港記者協會、香港攝影記者協會及香港新聞行政人員協會舉行交流會。當時趙慧賢希望會後宣佈在各會支持下，要求記者在採訪時必須佩戴記者證或穿明顯有傳媒字眼背心，否則警員可視為不正規及阻止採訪。有前線記者表示，掛證採訪，容易在特定情況下被警察認定目標，更易遭受留難。 最後，建議在香港攝影記者協會強烈反對下作罷。

## 對評論警察正確行為保留意見
經歷佔領運動，市民與警察關係緊張。趙慧賢在2014年10月上商台節目，力撐警員行為。她要求雨傘運動組織者和公眾人物参與譴責示威者，但避談何為警察正確與不正確處理行為。趙慧賢在多個場合曾被媒體問及七警施用暴力是否正確，及會否譴責警察暴力行為，她都一直保留意見。

## 家庭生活
趙慧賢在家中排行第二，有1名胞兄及3名胞弟；已婚，育有一子。

## 榮譽
- 香港警察榮譽獎章（於2010年獲頒）[23]
- 香港警察卓越獎章（於2017年獲頒）[24]